# Narcy (Haute-Marne)
Narcy [naʁˈsi] ist eine französische Gemeinde mit 211 Einwohnern (Stand: 1. Januar 2022) im Département Haute-Marne in der Region Grand Est (vor 2016 Champagne-Ardenne). Sie gehört zum Arrondissement Saint-Dizier und ist Mitglied im Gemeindeverband Communauté d’agglomération du Grand Saint-Dizier, Der et Vallées. Die Bewohner werden Narcyssois und Narcyssoises genannt.

## Geographie

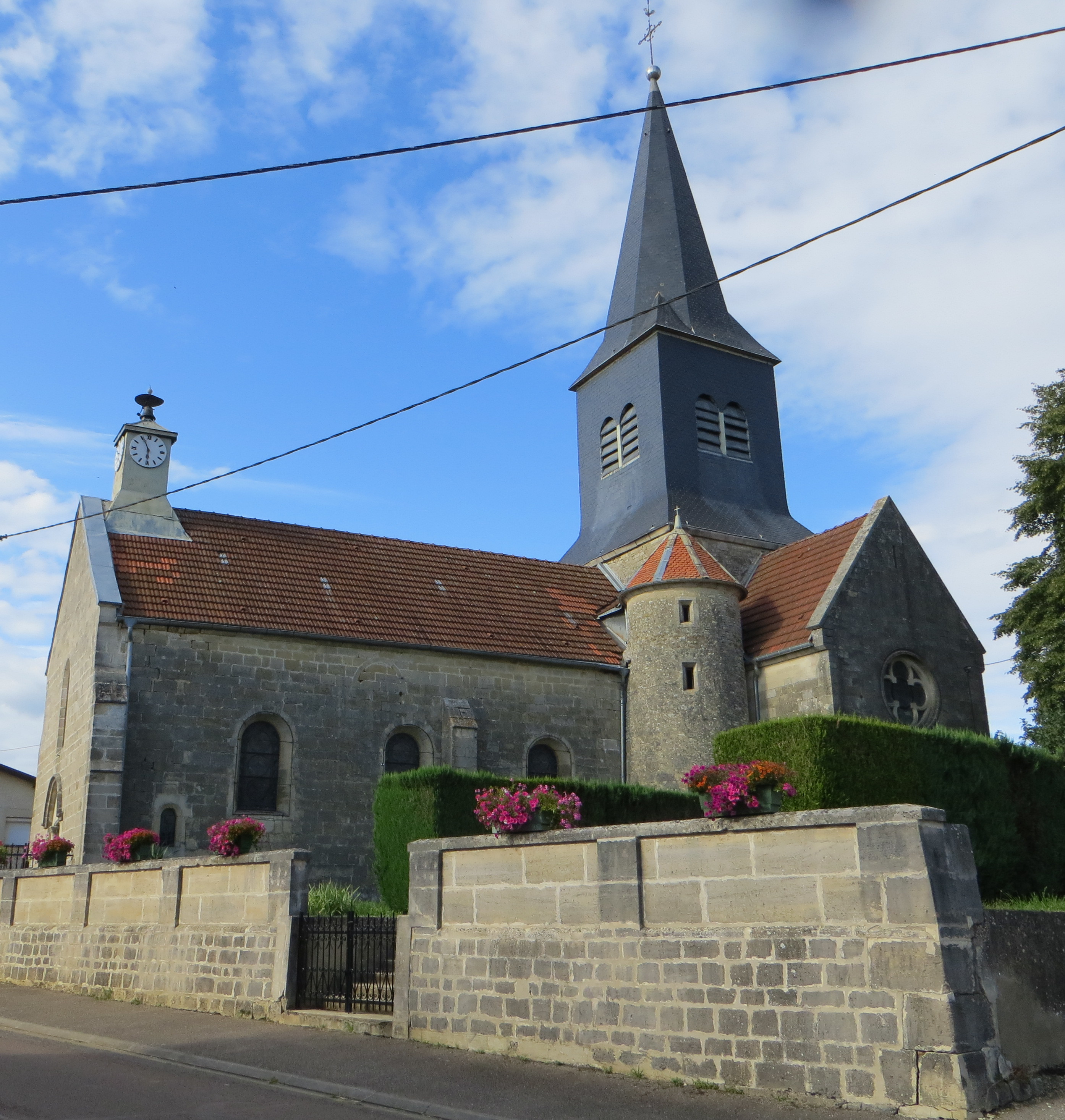
Kirche Saint-Pierre-ès-Liens

Narcy liegt etwa 13 Kilometer südöstlich des Stadtzentrums von Saint-Dizier. Umgeben wird Narcy von den Nachbargemeinden Cousances-les-Forges im Norden, Savonnières-en-Perthois im Osten und Nordosten, Brauvilliers im Osten und Südosten, Fontaines-sur-Marne im Süden und Südosten, Bayard-sur-Marne im Süden und Südwesten sowie Eurville-Bienville im Westen.

## Bevölkerungsentwicklung
| Jahr                       | 1962 | 1968 | 1975 | 1982 | 1990 | 1999 | 2006 | 2011 | 2018 |
| -------------------------- | ---- | ---- | ---- | ---- | ---- | ---- | ---- | ---- | ---- |
| Einwohner                  | 247  | 244  | 254  | 258  | 296  | 249  | 238  | 247  | 243  |
| Quellen: Cassini und INSEE |      |      |      |      |      |      |      |      |      |

## Sehenswürdigkeiten
- Kirche Saint-Pierre-ès-Liens